# کولدرولده
کولدرولد (به هلندی: Kolderwolde) یک منطقهٔ مسکونی در هلند است که در Gaasterlân-Sleat واقع شده‌است. کولدرولد ۵۵ نفر جمعیت دارد.